# سامسونج SPH-i500
سامسونج SPH-i500 (بالإنجليزية: Samsung SPH-i500)‏ هو هاتف ذكي من إلكترونيات سامسونج، تم طرحه في الأسواق في 2002.

## الخصائص
- الوزن: 130 غ (4.6 أونصة)
- المعالج: 66 ميجا هرتز